# Manchesterkapitalismus
Mit Manchesterkapitalismus wird eine wirtschaftsgeschichtliche Phase während der industriellen Revolution in Großbritannien bezeichnet. Im Allgemeinen beschreibt der Begriff die Auswirkungen einer Wirtschaftspolitik, die sich vorrangig an der Interessenslage der Unternehmer orientiert, eine Regulierung des Staates verhindert und soziale Probleme ausklammert. Der Manchesterkapitalismus gilt als Inbegriff für Ausbeutung und Profitgier.

## Historie
Der Wirtschafts-Ploetz, herausgegeben von Hermann Schäfer und Hugo Ott, definiert den Begriff des Manchesterkapitalismus als „extreme Form des liberalistischen Kapitalismus v. a. der ersten Hälfte des 19. Jh. ... propagiert die freie Wirtschaft ohne jegliche staatliche Steuerung bei gleichzeitiger völliger Vernachlässigung der sozialen Frage“.
Zeitgenössisch wird der Manchesterkapitalismus (alternative Schreibweise Manchester-Kapitalismus) synonym für eine große soziale Ungleichheit verwendet.

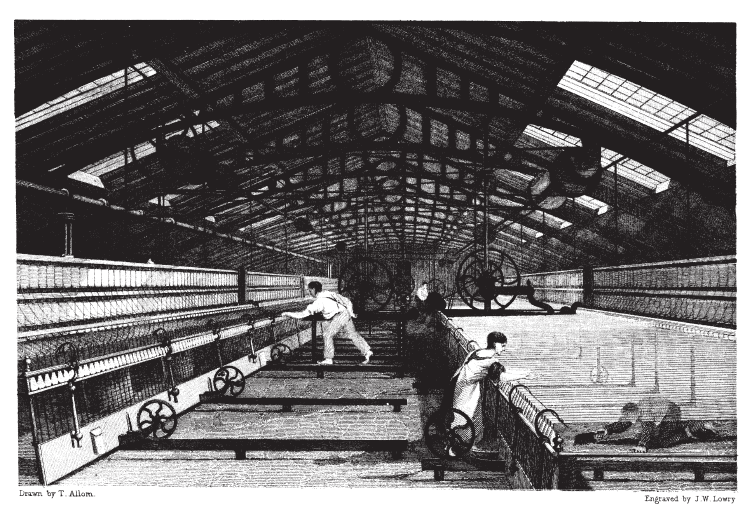
Kinder bei der Arbeit in einer Baumwollfabrik (England 1835)

Friedrich Engels schildert in seinem Werk „Die Lage der arbeitenden Klasse in England“ zahlreiche Missstände des „wilden Kapitalismus“. In seinem Werk verknüpft Engels eine interdisziplinäre qualitativ-empirische Soziologie mit theoretischen Analysen. Der Erfolg seiner Kritik an den Arbeitsbedingungen innerhalb der englischen Industrie resultierte aus der Besonderheit, dass sie aus der bürgerlichen Herzkammer des Systems kam.
Engels kritisierte im Besonderen:
- Kinderarbeit,
- lange Arbeitszeiten von oftmals 12 bis sogar 14 Stunden,
- willkürliche Behandlung,
- Hungerlöhne bzw. Ausbeutung,
- Schutzlosigkeit bei Arbeitsunfällen,
- Armut von Alten, Kranken und Schwachen.

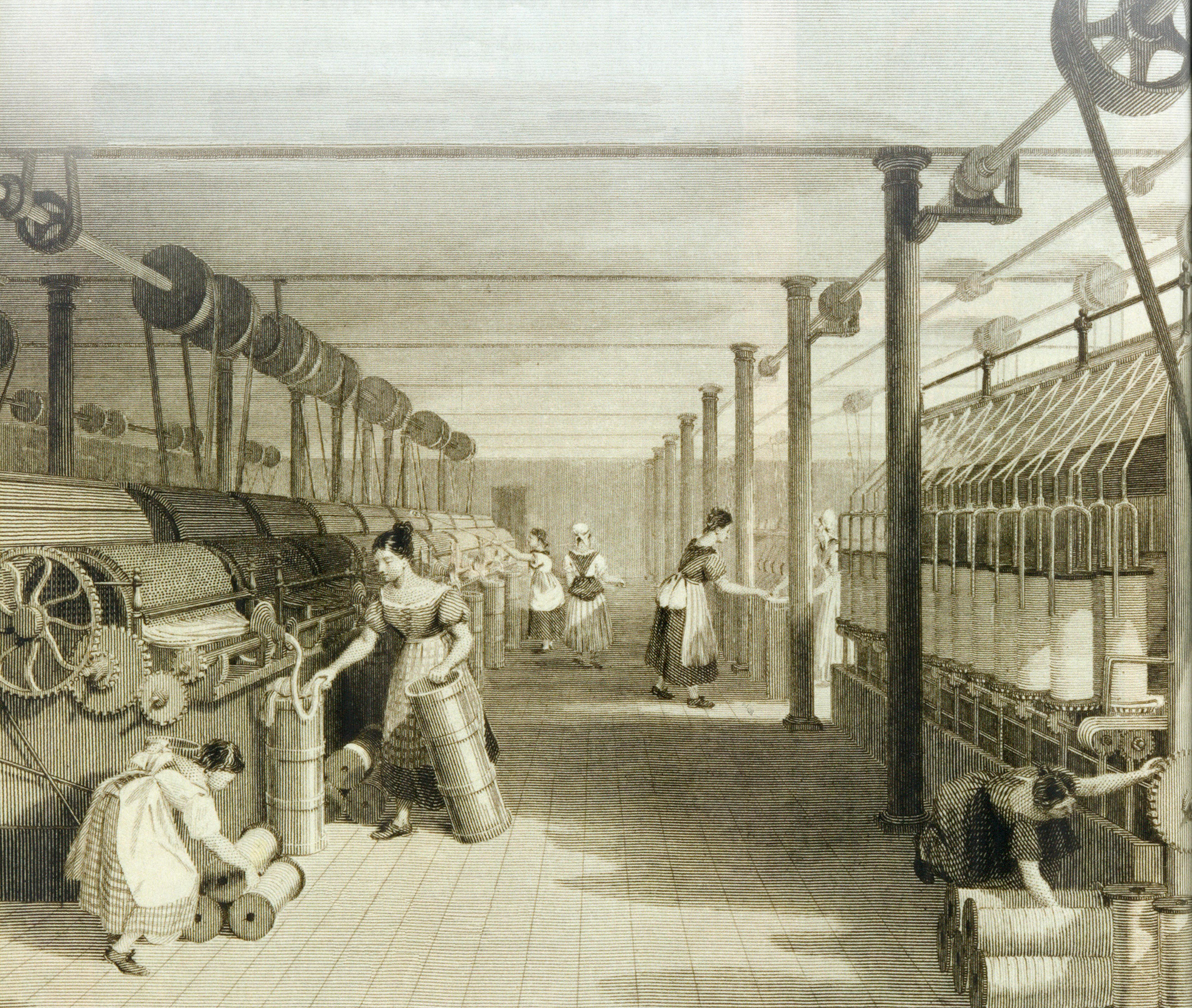
Arbeiterinnen in einer Baumwollfabrik in Manchester, ca. 1830

Auch die politische Interessenvertretung der Arbeiter und Arbeiterinnen wurde unterdrückt. Die Chartisten kämpften für die Zulassung der Gewerkschaften und für ein gleiches Wahlrecht für Arbeiter. Friedliche Versammlungen, wie zum Beispiel 1819 am St. Peter’s Field in Manchester, wurden brutal unterdrückt (Peterloo-Massaker mit fünfzehn getöteten und 650 verletzten Arbeitern und Arbeiterinnen). Die Verelendungserscheinungen verschwanden nach und nach, als sich die Arbeiter Tarif- oder Mindestlöhne, vertragliche Garantien im Krankheitsfall, bei Arbeitsunfällen und bei Arbeitslosigkeit sowie eine Alters- und Invalidenrente erkämpft hatten.
Rechtlich besserte sich die Lage der Arbeiter aufgrund der vom englischen Parlament am 29. August 1833 erlassenen Fabrikgesetze (Althorp’s Act bzw. Factory Act). Die Fabrikgesetze dienten dem Schutz der Arbeiter vor der Willkür der Unternehmer und beschränkten erstmals den Arbeitstag für Kinder.
Der Factory Act of 1847 schrieb vor, dass Frauen sowie Jugendliche zwischen dreizehn und achtzehn Jahren ab dem 1. Juli 1847 nur noch 63 Stunden, ab dem 1. Mai 1848 nur noch 58 Stunden pro Woche arbeiten durften, was einem täglichen Arbeitspensum von 10 Stunden pro Tag entsprach (10 Stunden pro Werktag, 8 Stunden am Samstag).
Die durch die Freihandelsbewegung ausgelöste Hoffnung, die allgemeinen Lebensverhältnisse der Fabrikarbeiter würden sich durch aufgehobene Handelsschranken, z. B. 1846 durch die Abschaffung der Corn Laws verbessern, erfüllte sich nicht, die Lebensmittelpreise sanken nicht. Eine Ursache dafür könnte jedoch auch die deutliche Zunahme der Bevölkerungszahl während dieser Zeit sein, der allerdings eine deutliche Zunahme der landwirtschaftlichen Erträge gegenüberstand. Obgleich das Durchschnittseinkommen in Großbritannien 1850 im Vergleich zu anderen europäischen Staaten recht hoch war, war zugleich die Verelendung der Arbeiterklasse ausgeprägter.

## Abgrenzung zum Manchesterliberalismus
Der Begriff des Manchesterkapitalismus ist nicht mit dem Manchesterliberalismus zu verwechseln. Der Manchesterliberalismus, auch Manchestertum oder als Manchesterschule bezeichnet, definiert eine politische Strömung und Freihandelsbewegung in Großbritannien im 19. Jahrhundert. Diese Bewegung nahm in der Stadt Manchester ihren Ausgang. Im englischen Sprachraum wird nicht zwischen den Begriffen Manchester Capitalism, Manchester Liberalism, Manchester School and Manchesterism unterschieden. Der Grund in der unterschiedlichen Begriffsverwendung resultiert aus der Besonderheit, dass das Werk „Die Lage der arbeitenden Klasse in England“ von Friedrich Engels im deutschen Sprachraum eine ungleich stärkere Wirkung erzielte und den Begriff des Manchesterkapitalismus inhaltlich maßgeblich definierte.

## Wirkungsgeschichte
- Die Soziale Lage der Arbeiterklasse fand zahlreichen Ausdruck in der zeitgenössischen Literatur, z. B. bei Charles Dickens
- Die Verelendungserscheinungen regten zahlreiche Intellektuelle an, z. B. William Lovett, J.R. Stevens, Feargus Edward O’Connor, Etienne Cabet, Pierre Leroux, Phillipe-Joseph Buchez, Louis Blanc, Filippo Michele Buonarrotti, Giuseppe Mazzini, Babeuf, Pierre-Joseph Proudhon, Ferdinand Lassalle oder Saint-Simon. Sie entwickelten Lösungsvorschläge, oft utopischer oder romantischer Natur oder regten Gesetzesinitiativen an.
- Sozialistische Bewegungen bzw. die Arbeiterbewegung und Gewerkschaften entstanden in Reaktion auf die sozialen Notlagen der Arbeiterklasse.
- Es entstanden die katholische Arbeiterbewegung und christliche Gewerkschaften. Der katholische Landtagsabgeordnete Joseph von Buß verlangte 1837 im Badischen Landtag eine Arbeiterschutzgesetzgebung. Ein berühmter Streiter für die Arbeiterbewegung war der Mainzer Bischof Wilhelm Emmanuel von Ketteler als Mitglied in der Frankfurter Nationalversammlung, der sich vehement für das Eigentumsrecht als bloßes Nutzungsrecht einsetzte. Zahlreiche katholische Arbeitervereine wurden gegründet (Württemberg, Baden u. a.), ebenso die Katholische Arbeitnehmer-Bewegung (KAB) und die von Adolph Kolping gegründeten Katholischen Gesellenvereine.
- Bürgerliche Sozialreformer wie Georg Heinrich Sieveking, Caspar Voght oder Robert Owen versuchten mit zahlreichen, teils utopischen Ideen der allgemeinen Verelendung der Arbeiter entgegenzuwirken.